# Michaił Kowszuk-Bekman
Michaił Fomicz Kowszuk-Bekman (ros. Михаил Фомич Ковшук-Бекман, ur. 1898 we wsi Kamień Szlachecki w powiecie kobryńskim, zm. 10 stycznia 1971 w Moskwie) – Białorusin, funkcjonariusz radzieckich służb specjalnych, generał major.

## Życiorys
Od lipca 1919 w WKP(b), od sierpnia 1919 do sierpnia 1921 funkcjonariusz Wydziału Specjalnego Czeki Armii Zachodniej w Kazaniu, od sierpnia 1921 do 28 sierpnia 1928 funkcjonariusz kazańskiej Czeki i szef Wydziału Tajnego Tatarskiego Obwodowego Oddziału GPU, od września 1928 do października 1930 szef Wydziału Tajnego okręgowego oddziału GPU w Irkucku. Od października 1930 do kwietnia 1931 szef Oddziału 1 Wydziału Tajnego Pełnomocnego Przedstawicielstwa OGPU Kraju Wschodniosyberyjskiego, od kwietnia 1931 do sierpnia 1934 szef Oddziału 1 Wydziału Tajno-Politycznego PP OGPU Kraju Wschodniosyberyjskiego, od sierpnia 1934 do 17 listopada 1935 pomocnik szefa borisoglebskiego sektora operacyjnego NKWD, od 17 listopada 1935 do 4 lutego 1937 pomocnik szefa Wydziału Specjalnego Zarządu Bezpieczeństwa Państwowego (UGB) Zarządu NKWD obwodu woroneskiego, od 2 marca 1936 starszy porucznik bezpieczeństwa państwowego. Od 4 lutego do 27 lipca 1937 szef Wydziału 6 UGB Zarządu NKWD obwodu woroneskiego, następnie w zarządzie kolejowym NKWD, od 25 sierpnia do 27 listopada 1937 szef Wydziału 11 UGB Zarządu NKWD obwodu woroneskiego, od 1 grudnia 1937 do 15 marca 1938 szef Oddziału 2 Wydziału 2 Głównego Zarządu Bezpieczeństwa Państwowego, następnie Oddziału 4 Wydziału 2 Głównego Zarządu Bezpieczeństwa Państwowego, od 1938 do 7 stycznia 1939 szef oddziału Wydziału 3 Głównego Zarządu Bezpieczeństwa Państwowego, następnie zwolniony ze służby. 
Od 11 maja 1939 ponownie w NKWD, pełnomocnik operacyjny Oddziału 1 Wydziału 3 Gułagu NKWD ZSRR, od 2 marca do 3 maja 1940 pełnomocnik operacyjny Oddziału 11 Wydziału 1 Głównego Zarządu Transportowego NKWD ZSRR, od 3 maja do 21 sierpnia 1940 szef tego oddziału, od 21 sierpnia 1940 do 27 lutego 1941 szef Oddziału 11 Wydziału 1 Głównego Zarządu Transportowego NKWD ZSRR, 22 października 1940 awansowany na kapitana bezpieczeństwa państwowego. Od 27 lutego do 22 kwietnia 1941 szef Wydziału 5 Zarządu 3 NKGB ZSRR, od 22 kwietnia do 31 lipca 1941 szef Zarządu NKGB obwodu nowosybirskiego, od 31 lipca do 30 grudnia 1941 szef Zarządu NKWD obwodu nowosybirskiego, 6 września 1941 awansowany na majora bezpieczeństwa państwowego, od 12 kwietnia 1942 do 7 maja 1943 szef Wydziału 4 Zarządu Ekonomicznego NKWD ZSRR, 14 lutego 1943 awansowany na komisarza bezpieczeństwa państwowego. Od 7 maja 1943 do 16 lutego 1948 szef Zarządu NKGB/MGB Kraju Krasnojarskiego, 3 października 1944 mianowany komisarzem bezpieczeństwa państwowego, a 9 lipca 1945 generałem majorem. Od lipca 1948 na emeryturze.

## Odznaczenia
- Order Lenina (4 grudnia 1945)
- Order Czerwonego Sztandaru (3 listopada 1944)
- Order Czerwonej Gwiazdy (20 września 1943)
- Odznaka "Honorowy Funkcjonariusz Czeki/GPU (XV)" (20 grudnia 1932)

I 4 medale.